# ميتروفانوس كيريتكوبولوس
ميتروفانوس كيريتكوبولوس (باليونانية: Μητροφάνης Κριτόπουλος)‏ (1589 - 30 مايو 1639)   كان راهب يوناني ولاهوتي، وبطريرك الإسكندرية للروم الأرثوذكس من 1636 الي 1639. 

## سيرته

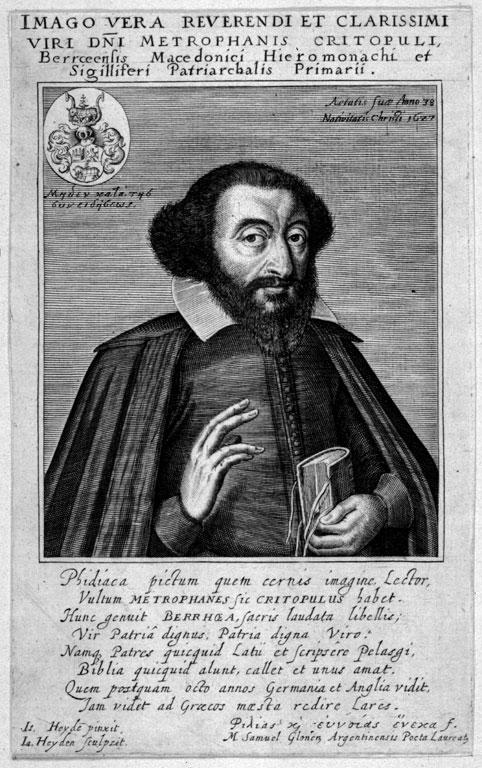
ميتروفانوس كيريتكوبولوس في عام 1627

كان ميتروفانوس كيريتكوبولوس يونانيًا   ولد في فيريا ، مقدونيا عام 1589. كان في الأصل راهبًا من جبل آثوس، وكان قريبًا من كيرلس لوكاريس .
درس في جامعة أكسفورد في إنجلترا (1617-1624 ، بتمويل من جيمس الأول) . سافر إلى أوروبا واختلط مع كبار العلماء وعلماء الدين في عصره. له الفضل في ان يجعل الأرثوذكسية معروفة في الغرب وكان مهتمًا بشكل خاص بمشكلة توحيد الكنيسة الأرثوذكسية مع الكنائس الغربية في أوروبا . 
درس اليونانية في فيينا (1627-1630). بعد فترة قضاها أسقفًا لممفيس في مصر، انتخب بطريركًا للإسكندرية عام 1636 ، حيث أسس مكتبة مهمة. توفي في الأفلاق عام 1639.